# Chemins de fer du Kivu
| Chemin de fer du Kivu |                   |                        |           |
| Die Strecke sollte Uvira am Tanganjika-See mit Bukavu am Kiwu-See verbinden |                   |                        |           |
| Streckenlänge: | 94 km             |                        |           |
| Spurweite: | 1067 mm (Kapspur) |                        |           |
| |                   |                        |           |
| \| \| \| nach Kairo \| \| \| \| 137 \| Bukavu Kiwu-See \| 1460 m \| \| \| \| \| \| \| \| \| Col ya Businga \| 1756 m \| \| \| \| \| \| \| \| 94 \| Kamanyola \| 903 m \| \| \| 84 \| Luvunghi \| Luvunghi \| \| \| 69 \| Lubirizi \| Lubirizi \| \| \| 46 \| Sanghe \| Sanghe \| \| \| 24 \| Kiliba \| Kiliba \| \| \| \| Kiliba \| \| \| \| 12 \| Kavimvira \| Kavimvira \| \| \| \| Kavimvira \| \| \| \| \| Mutongwe \| \| \| \| 4 \| Uvira \| Uvira \| \| \| 0 \| Kalundu Tanganjika-See \| 776 m \| \| \| \| nach Kapstadt \| \| |                   |                        |           |
| |                   | nach Kairo             |           |
| Bahnhof (Strecke außer Betrieb) (im Tunnel) | 137               | Bukavu Kiwu-See        | 1460 m    |
| |                   |                        |           |
| Bahnhof (Strecke außer Betrieb) (im Tunnel) |                   | Col ya Businga         | 1756 m    |
| |                   |                        |           |
| Bahnhof (Strecke außer Betrieb) | 94                | Kamanyola              | 903 m     |
| Haltepunkt / Haltestelle (Strecke außer Betrieb) | 84                | Luvunghi               | Luvunghi  |
| Haltepunkt / Haltestelle (Strecke außer Betrieb) | 69                | Lubirizi               | Lubirizi  |
| Haltepunkt / Haltestelle (Strecke außer Betrieb) | 46                | Sanghe                 | Sanghe    |
| Haltepunkt / Haltestelle (Strecke außer Betrieb) | 24                | Kiliba                 | Kiliba    |
| Brücke über Wasserlauf (Strecke außer Betrieb) |                   | Kiliba                 | Kiliba    |
| Haltepunkt / Haltestelle (Strecke außer Betrieb) | 12                | Kavimvira              | Kavimvira |
| Brücke über Wasserlauf (Strecke außer Betrieb) |                   | Kavimvira              | Kavimvira |
| Brücke über Wasserlauf (Strecke außer Betrieb) |                   | Mutongwe               | Mutongwe  |
| Haltepunkt / Haltestelle (Strecke außer Betrieb) | 4                 | Uvira                  | Uvira     |
| Bahnhof (Strecke außer Betrieb) | 0                 | Kalundu Tanganjika-See | 776 m     |
| |                   | nach Kapstadt          |           |

Die Chemins de fer du Kivu war eine 94 km lange Schmalspurbahn mit einer Spurweite von 1067 mm (3½ Fuß) von Kalundu nach Kamaniola im Kongo, die von 1931 bis 1958 bis betrieben wurde.

## Geschichte
Der Bau der Eisenbahn wurde 1928 durch das als Privatunternehmen registrierten Comité national du Kivu (C.N.Ki) beschlossen, um eine Verbindung vom Nordenende des Tanganjika-Sees bei Uvira zum Südende des Kiwu-Sees bei Bukavu (Costermansville) zu errichten.
Die Compagnie des Chemins de fer du Kivu (C.E.F.A.K.I.) wurde am 20. Juni 1929 gegründet. Sie erhielt die Konzession aufgrund eines Beschlusses der Belgischen Abgeordnetenkammer vom 1. März 1930, die am 23. April 1930 ratifiziert wurde. Am 24. Juli 1946 wurde die Cefaki in das Office des Transports Coloniaux (OTRACO) integriert.  Der Bau des am 21. November 1931 in Betrieb genommenen Streckenabschnitts von Kalundu bis Kamanyola wurde von der Compagnie Belge des Chemin de fer et d'Entreprise (C.F.E.) durchgeführt.
Mittelfristig war eigentlich geplant, die Strecke in die Langstreckenverbindung von Kapstadt nach Kairo zu integrieren (Kap-Kairo-Plan). Wegen der veranschlagten hohen Baukosten wurde eine ursprünglich geplante Verlängerung der Bahn von Kamaniola nach Costermansville allerdings nicht ausgeführt.
Am 1. Juli 1958 wurde der Personenverkehr eingestellt und am 1. Dezember 1958 auch der Güterverkehr.

## Schienenfahrzeuge
Es gab folgende Schienenfahrzeuge:
- 2 Dampflokomotiven der Achsfolge Mikado (1'D1' oder 2-8-2) mit jeweils 32 t
- 2 Diesellokomotiven mit jeweils 27 t und 190 PS, die 1949 in Betrieb genommen wurden
- 2 Davenport-Diesellokomotiven, die 1950 in Betrieb genommen wurden
- 2 Rangier-Tenderdampflokomotiven mit jeweils 22 t
- 88 Wagen

## Verkehrsaufkommen
Das Verkehrsaufkommen Anfang der 1950er Jahre war wie folgt:
| Jahr | Personenverkehr | Güterverkehr Vor allem Petroleum |
| ---- | --------------- | -------------------------------- |
| 1953 | 6.493 Fahrgäste | 53.994 t                         |
| 1954 | 6.782 Fahrgäste | 75.414 t                         |
| 1955 | 7.641 Fahrgäste | 82.790 t                         |